# Lista de canções digitais número um nos Estados Unidos em 2010
A seguir apresenta-se a lista das canções digitais que alcançaram o número um nos Estados Unidos no ano de 2010. A Hot Digital Songs é uma tabela musical que classifica os singles mais vendidos em lojas digitais nos Estados Unidos, publicada semanalmente pela revista Billboard com os seus dados recolhidos pelo sistema de mediação de vendas Nielsen SoundScan. Embora tenha iniciado a fazer controle das vendas de canções na semana de 30 de Outubro de 2004, foi oficialmente introduzida como uma tabela musical na semana de 22 de Janeiro de 2005, fundindo todas as versões de uma canção vendida por distribuidores digitais.

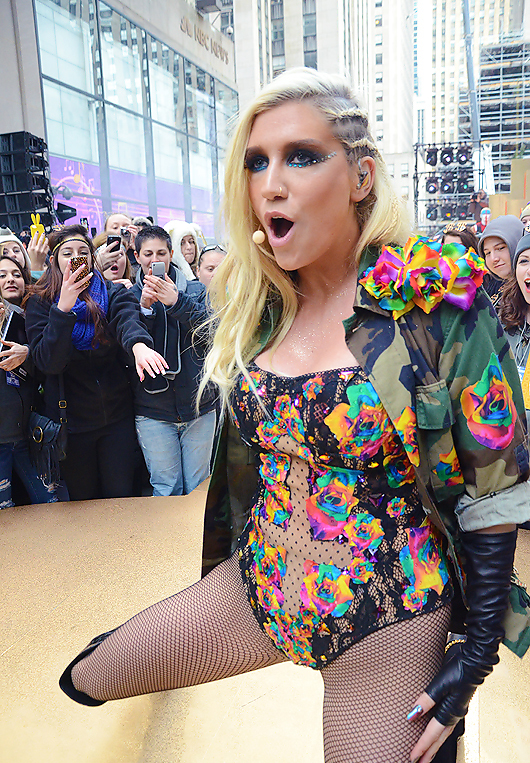
Além de ter posicionado duas canções no topo da tabela, Kesha estabeleceu o recorde de maior venda semanal por uma artista feminina e ainda teve o single com o melhor desempenho do ano.

Em 2010, 25 canções atingiram o primeiro posto da Hot Digital Songs e doze artistas atingiram o número um pela primeira vez, quer em trabalhos nos quais foram creditados como artistas principais ou convidados. Eles são: Kesha, Taylor Swift, Taio Cruz, Train, B.o.B, Bruno Mars, Far East Movement, The Cataracs, Dev, elenco de Glee, Gwyneth Paltrow, e Drake. Kesha conseguiu a maior venda semanal do ano com "Tik Tok", que moveu 610 mil exemplares ao longo da sua segunda semana de liderança. Esta foi também a maior venda semanal de sempre por uma artista feminina e a segunda por qualquer artista, perdendo apenas para "Right Round" (2008) do rapper Flo Rida, tema no qual embora Kesha tenha cantado vocais no refrão, não foi creditada como vocalista nos Estados Unidos. No total, "Tik Tok" permaneceu na liderança por todas cinco semanas de Janeiro e mais uma em Fevereiro, encerrando 2010 como o tema mais comercializado, segundo a Billboard. Todavia, "Love the Way You Lie", do rapper Eminem com a participação da cantora barbadiana Rihanna, foi o single que por mais tempo permaneceu na liderança do ano, com sete semanas não-consecutivas. Nas primeiras seis semanas no topo, a canção registou um número de vendas superior ou igual a 300 mil unidades, um feito inédito até então. "Love the Way You Lie" conseguiu vender quatro milhões e 245 mil cópias nos EUA até ao fim-do-ano, vindo a ser a terceira canção mais vendida do ano, segundo a Nielsen SoundScan.
A canção mais vendida do ano foi "California Gurls", da cantora Katy Perry com participação do rapper Snoop Dogg, que moveu quatro milhões e 398 mil exemplares e liderou a tabela por cinco semanas não-consecutivas. Katy Perry conseguiu ainda posicionar "Teenage Dream" e "Firework" na primeira posição da tabela, tornando-se na artista com o maior tempo na liderança do ano, com dez semanas. "Teenage Dream", por sua vez, alcançou o número um da Hot Digital Songs por mais uma vez em uma nova versão pelo elenco da série de televisão Glee. Esta nova versão saltou do primeiro posto para o décimo nono, marcando o maior salto do número um da história da tabela. Além disso, o elenco de Glee tornou-se no quinto artista de sempre a conseguir se substituir no topo da tabela, removendo "Teenage Dream" com a sua versão de "Forget You", com participação de Gwyneth Paltrow. Outra artista que também conseguiu posicionar três canções no topo foi Taylor Swift: "Today Was a Fairytale", "Mine" e "Back to December".
"Break Your Heart" do cantor britânico Taio Cruz com participação de Ludacris saltou do posto cinquenta para o primeiro na semana de 20 de Março, registando o segundo maior salto para o número um da história da Hot Digital Songs e o segundo maior desde "Breaking Free" (2006) de Zac Efron, Vanessa Hudgens e Drew Seeley. "Hey, Soul Sister", primeiro número um da banda Train, levou 25 semanas a alcançar o número um da tabela, o segundo maior tempo de espera para atingir a liderança de sempre, um título compartilhado com "How to Save a Life" (2006) do grupo The Fray. Embora tenha liderado a tabela por apenas três semanas, foi o segundo tema mais comercializado do ano, com quatro milhões e 314 mil unidades.

## Histórico
- As vendas estão dispostas em milhares.

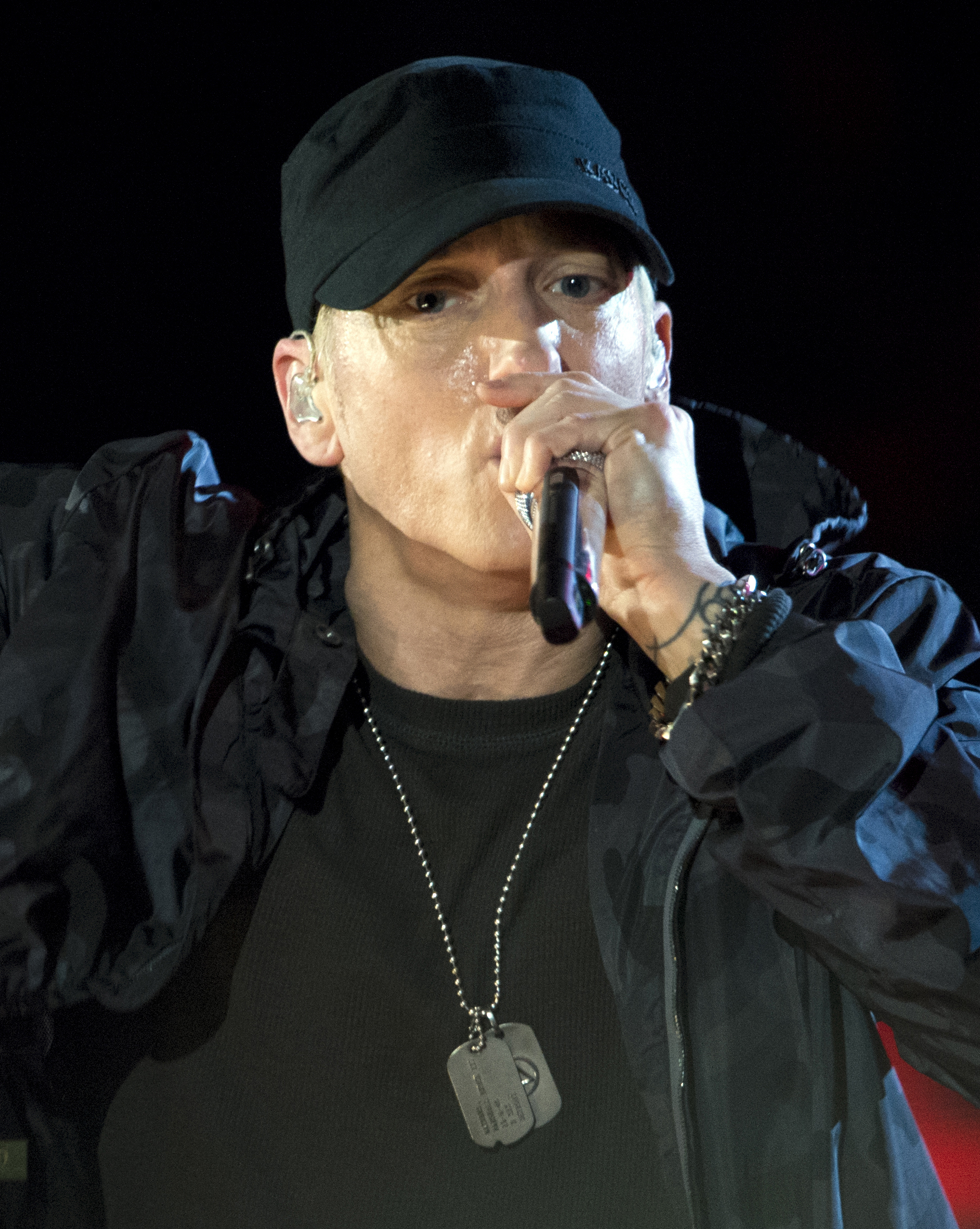
Eminem teve a canção que por mais tempo liderou a tabela em 2010, canção esta que conseguiu o feito inédito de mover mais de 300 mil unidades por seis semanas consecutivas.

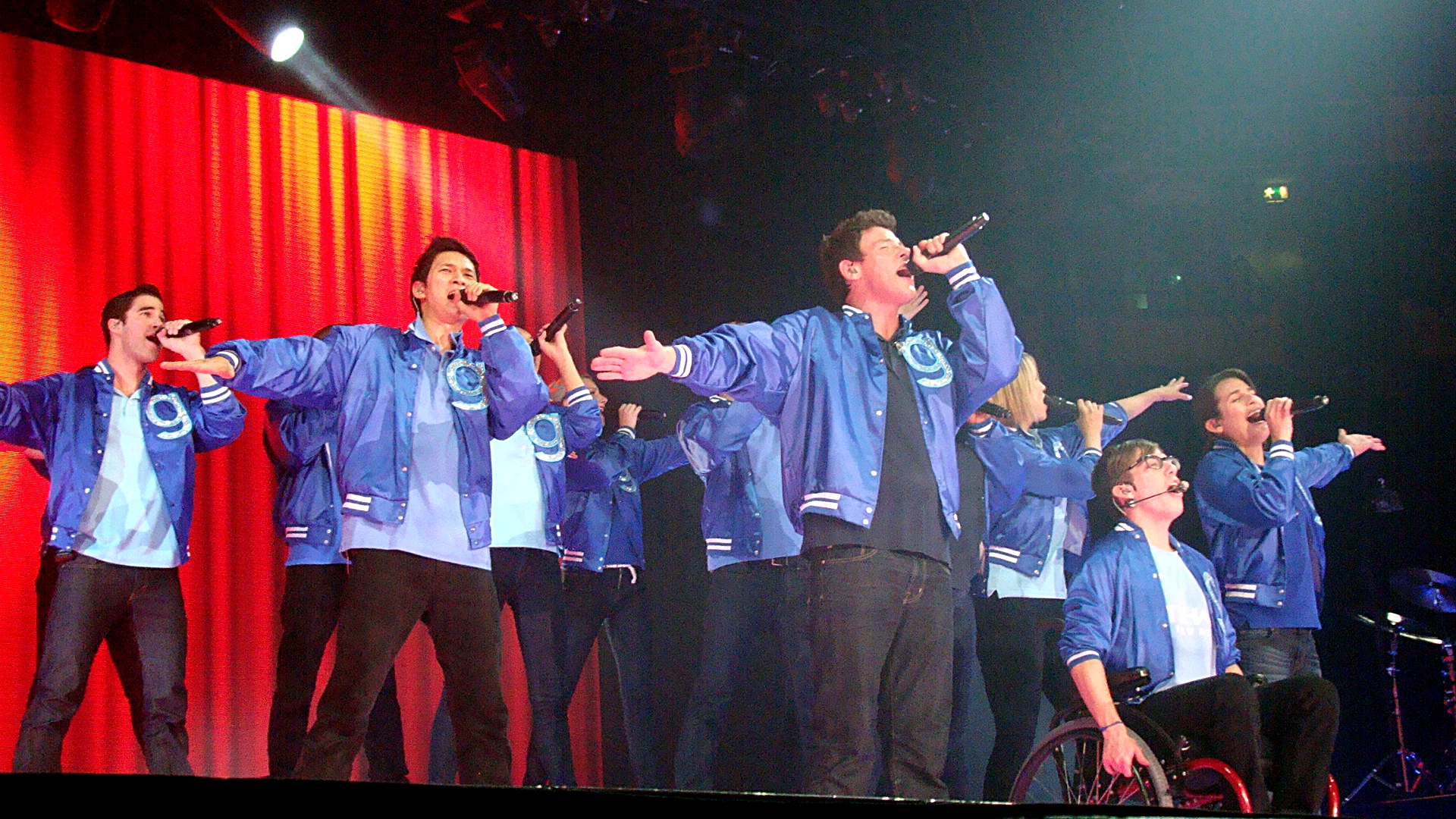
O elenco de Glee tornou-se no quinto artista de sempre a conseguir se substituir no topo da tabela.

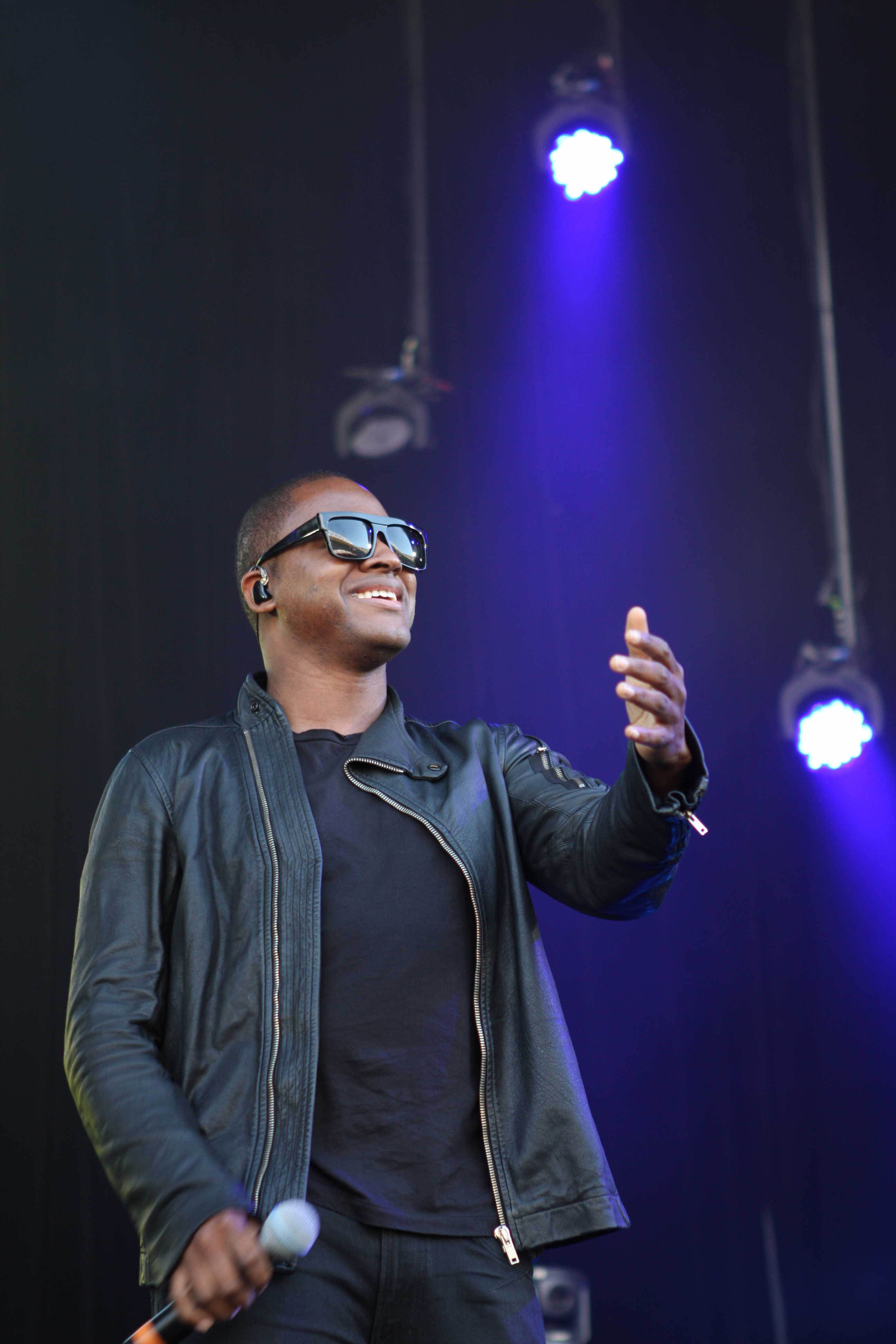
"Break Your Heart" do cantor britânico Taio Cruz registou o segundo maior salto para o número um da história da Hot Digital Songs.

|  | Denota o single com o melhor desempenho do ano. |

| Data            | Canção                          | Artista(s)                                               | Vendas | Ref.   |
| --------------- | ------------------------------- | -------------------------------------------------------- | ------ | ------ |
| 2 de Janeiro    | "Tik Tok"                       | Kesha                                                    | 221    | [ 10 ] |
| 9 de Janeiro    | "Tik Tok"                       | Kesha                                                    | 610    | [ 11 ] |
| 16 de Janeiro   | "Tik Tok"                       | Kesha                                                    | 394    | [ 12 ] |
| 23 de Janeiro   | "Tik Tok"                       | Kesha                                                    | 252    | [ 13 ] |
| 30 de Janeiro   | "Tik Tok"                       | Kesha                                                    | 244    | [ 14 ] |
| 6 de Fevereiro  | "Today Was a Fairytale"         | Taylor Swift                                             | 325    | [ 15 ] |
| 13 de Fevereiro | "Tik Tok"                       | Kesha                                                    | 200    | [ 16 ] |
| 20 de Fevereiro | "Imma Be"                       | The Black Eyed Peas                                      | 236    | [ 17 ] |
| 27 de Fevereiro | "We Are the World 25 for Haiti" | Artists for Haiti                                        | 267    | [ 18 ] |
| 6 de Março      | "We Are the World 25 for Haiti" | Artists for Haiti                                        | 208    | [ 19 ] |
| 13 de Março     | "Imma Be"                       | The Black Eyed Peas                                      | 187    | [ 20 ] |
| 20 de Março     | "Break Your Heart"              | Taio Cruz com participação de Ludacris                   | 273    | [ 21 ] |
| 27 de Março     | "Break Your Heart"              | Taio Cruz com participação de Ludacris                   | 202    | [ 22 ] |
| 3 de Abril      | "Break Your Heart"              | Taio Cruz com participação de Ludacris                   | 176    | [ 23 ] |
| 10 de Abril     | "Hey, Soul Sister"              | Train                                                    | N/A    | [ 24 ] |
| 17 de Abril     | "Hey, Soul Sister"              | Train                                                    | 219    | [ 25 ] |
| 24 de Abril     | "Hey, Soul Sister"              | Train                                                    | 204    | [ 26 ] |
| 1 de Maio       | "Nothin' on You"                | B.o.B com participação de Bruno Mars                     | 184    | [ 27 ] |
| 8 de Maio       | "Nothin' on You"                | B.o.B com participação de Bruno Mars                     | 179    | [ 28 ] |
| 15 de Maio      | "OMG"                           | Usher com participação de will.i.am                      | 217    | [ 29 ] |
| 22 de Maio      | "Not Afraid"                    | Eminem                                                   | 380    | [ 30 ] |
| 29 de Maio      | "California Gurls"              | Katy Perry com participação de Snoop Dogg                | 294    | [ 31 ] |
| 5 de Junho      | "OMG"                           | Usher com participação de will.i.am                      | 236    | [ 32 ] |
| 12 de Junho     | "California Gurls"              | Katy Perry com participação de Snoop Dogg                | 269    | [ 33 ] |
| 19 de Junho     | "California Gurls"              | Katy Perry com participação de Snoop Dogg                | 318    | [ 34 ] |
| 26 de Junho     | "California Gurls"              | Katy Perry com participação de Snoop Dogg                | 353    | [ 35 ] |
| 3 de Julho      | "California Gurls"              | Katy Perry com participação de Snoop Dogg                | 337    | [ 36 ] |
| 10 de Julho     | "Love the Way You Lie"          | Eminem com participação de Rihanna                       | 338    | [ 37 ] |
| 17 de Julho     | "Love the Way You Lie"          | Eminem com participação de Rihanna                       | 320    | [ 38 ] |
| 24 de Julho     | "Love the Way You Lie"          | Eminem com participação de Rihanna                       | 314    | [ 39 ] |
| 31 de Julho     | "Love the Way You Lie"          | Eminem com participação de Rihanna                       | 352    | [ 40 ] |
| 7 de Agosto     | "Love the Way You Lie"          | Eminem com participação de Rihanna                       | 332    | [ 41 ] |
| 14 de Agosto    | "Love the Way You Lie"          | Eminem com participação de Rihanna                       | 300    | [ 42 ] |
| 21 de Agosto    | "Mine"                          | Taylor Swift                                             | 297    | [ 43 ] |
| 28 de Agosto    | "Love the Way You Lie"          | Eminem com participação de Rihanna                       | 254    | [ 44 ] |
| 4 de Setembro   | "Right Above It"                | Lil Wayne com participação de Drake                      | 225    | [ 45 ] |
| 11 de Setembro  | "Teenage Dream"                 | Katy Perry                                               | 259    | [ 46 ] |
| 18 de Setembro  | "Teenage Dream"                 | Katy Perry                                               | 221    | [ 47 ] |
| 25 de Setembro  | "Just the Way You Are"          | Bruno Mars                                               | 209    | [ 48 ] |
| 2 de Outubro    | "Only Girl (In the World)"      | Rihanna                                                  | 249    | [ 49 ] |
| 9 de Outubro    | "Just the Way You Are"          | Bruno Mars                                               | 188    | [ 50 ] |
| 16 de Outubro   | "Like a G6"                     | Far East Movement com participação de The Cataracs e Dev | 216    | [ 51 ] |
| 23 de Outubro   | "Like a G6"                     | Far East Movement com participação de The Cataracs e Dev | 221    | [ 52 ] |
| 30 de Outubro   | "Back to December"              | Taylor Swift                                             | 241    | [ 53 ] |
| 6 de Novembro   | "Like a G6"                     | Far East Movement com participação de The Cataracs & Dev | 204    | [ 54 ] |
| 13 de Novembro  | "We R Who We R"                 | Kesha                                                    | 280    | [ 55 ] |
| 20 de Novembro  | "What's My Name?"               | Rihanna com participação de Drake                        | 235    | [ 56 ] |
| 27 de Novembro  | "Teenage Dream"                 | Elenco de Glee                                           | 214    | [ 57 ] |
| 4 de Dezembro   | "Forget You"                    | Elenco de Glee com participação de Gwyneth Paltrow       | 192    | [ 58 ] |
| 11 de Dezembro  | "Firework"                      | Katy Perry                                               | 232    | [ 59 ] |
| 18 de Dezembro  | "Firework"                      | Katy Perry                                               | 212    | [ 60 ] |
| 25 de Dezembro  | "Firework"                      | Katy Perry                                               | 201    | [ 61 ] |